# Michaela DePrince
Michaela Mabinty DePrince, narozená jako Mabinty Bangura, (6. ledna 1995 Kenema, Sierra Leone – 10. září 2024 New York City, New York, Spojené státy americké) byla americká baletka původem ze Sierry Leone působící jako druhá sólistka v Bostonského baletu i jako motivační řečník. Proslavila se účinkováním v dokumentárním filmu První pozice (v originále First Position) v roce 2011, který sledoval mladé baletní tanečníky při přípravě na soutěž Youth America Grand Prix. Spolu se svou adoptivní matkou Elaine DePrince je autorkou knihy Taking Flight: From War Orphan To Star Ballerina (Vzestup: od válečného sirotka k baletní hvězdě). Dříve tančila v Dance Theatre of Harlem jako nejmladší tanečnice v historii souboru a v minulosti byla sólistkou Nizozemského národního baletu. Od roku 2016 byla velvyslankyní dobré vůle nizozemské organizace War Child se sídlem v Amsterdamu.

## Dětství
Narodila se během občanské války v Sieře Leone dne 6. ledna 1995 jako Mabinty Bangura v muslimské rodině a vyrůstala jako sirotek. Otce zastřelili příslušníci Revoluční sjednocené fronty, když jí byly tři roky, a matka brzy poté zemřela hlady. Strýc ji odložil do sirotčince, kde s ní špatně zacházeli a trpěla podvýživou. Posmívali se jí kvůli vitiligu, poruše pigmentace způsobující výskyt bílých skvrn na kůži.
V roce 1999, když jí byly čtyři roky, ji spolu s další dívkou adoptovali manželé Elaine a Charles DePrincovi z Cherry Hill v New Jersey, a odvezli je do Spojených států. Rodina DePrincových má 11 dětí, včetně Michaely, a devět z nich je adoptovaných.

## Kariéra
Jako čtyřletá holčička našla Michaela v Sieře Leone obálku časopisu s baletkou, kterou si schovala a vysnila si, že se jednou také stane baletkou. Brzy po příjezdu do Spojených států začala navštěvovat hodiny baletu. V pěti letech se zapsala do Rock School for Dance Education ve Filadelfii v Pensylvánii. Souběžně s intenzivním baletním tréninkem absolvovala online studium na Keystone National High School, kde získala maturitu.
V roce 2010 se počtvrté zúčastnila soutěže Youth America Grand Prix a získala plné stipendium na baletní škole Jacqueline Kennedy Onassisové při Americkém baletním divadle v New Yorku. Pokračovala v profesionální kariéře, přestože se setkala s případy rasové diskriminace.
Michaela byla jednou z hvězd dokumentárního filmu First Position z roku 2011, který sleduje šest mladých tanečníků usilujících o místo v elitním baletním souboru nebo škole, a vystupovala v televizním pořadu Když hvězdy tančí (v originále Dancing with the Stars). V roce 2011 debutovala na evropské scéně v Haagu v představení Abdalláh a Gazela z Basry s nizozemskou taneční skupinou De Dutch Don't Dance Division. O rok později se vrátila, aby tančila cukrovou vílu v Louskáčkovi v Lucent Dance Theatre.
V roce 2012 absolvovala školu Jacqueline Kennedy Onassisové a nastoupila do newyorského Dance Theatre of Harlem, kde byla nejmladší členkou souboru. 19. července 2012 debutovala v roli Gulnare v inscenaci Le Corsaire.
V červenci 2013 nastoupila do juniorského souboru Nizozemského národního baletu v Amsterdamu. V srpnu 2014 nastoupila do Nizozemského národního baletu jako éleve (studentka), kde se postupně vypracovala až na sólistku v roce 2016. Když nastoupila do Nizozemského národního baletu, byla mezi tanečníky 30 národností jedinou tanečnicí afrického původu. V roce 2016 se stala členkou souboru.
V roce 2015 získala společnost MGM filmová práva na knihu Taking Flight: From War Orphan To Star Ballerina. V roce 2018 společnost oznámila, že životopisný film Taking Flight o životě a kariéře Michaely DePrince bude režírovat Madonna.
V roce 2021 se DePrince stala druhou sólistkou Bostonského baletu.

## Aktivismus
Michaela uvedla jako svůj vzor Lauren Andersonovou, jednu z prvních amerických sólistek černé pleti. Na veřejnosti se zviditelnila po vydání memoárů Taking Flight: From War Orphan To Star Ballerina, kniha se mezinárodně prodávala pod názvem Hope in a Ballet Shoe (Naděje v baletním střevíčku). Získanou pozornost využila k osvětě o nutnosti většího počtu příležitostí pro černošské ženy v klasickém baletu. V roce 2016 se stala velvyslankyní organizace War Child Holland, v jejímž zastoupení navštívila uprchlické osady v Ugandě (2017) a Libanonu (2018).

## Osobní život
Od roku 2015 do 2016 byla ve vztahu s baletním tanečníkem Skylerem Maxey-Wertem. Zemřela 10. září 2024 v New Yorku, bylo jí 29 let. Úmrtí bylo na jejím instagramovém účtu a na stránkách Nizozemské státní opery oznámeno o tři dny později, příčina smrti nebyla zveřejněna.